# Trška Gora, Krško
Trška Gora este o localitate din comuna Krško, Slovenia, cu o populație de 142 de locuitori.